# Latomus (Zeitschrift)
Latomus. Revue d’études latines ist eine belgische altertumswissenschaftliche Zeitschrift, die Studien und Aufsätze aus dem breiteren Fachgebiet Römische Geschichte und Archäologie sowie Latinistik veröffentlicht, wobei letzterer Bereich auch Mittellatein und Neulatein umfasst.

## Beschreibung
Die Zeitschrift wurde von der am 11. Juli 1936 begründeten Société d’Études Latines de Bruxelles – Latomus vorbereitet und erschien erstmals 1937, wurde aber während des Zweiten Weltkriegs vorübergehend eingestellt. Herausgeber waren Marc-Antoine Kugener, Léon Herrmann und Marcel Renard. Der Name der Zeitschrift erinnert an den luxemburgischen Humanisten Bartholomaeus Latomus (nach 1490–1570).
Bisher (Stand 2021) sind 80 Bände der Zeitschrift erschienen, welche in jährlich vier Faszikeln in Brüssel publiziert wird und Originalbeiträge sowie Rezensionen und Mitteilungen in allen größeren europäischen Sprachen veröffentlicht (Französisch, Englisch, Deutsch, Italienisch, Spanisch und gelegentlich auch Latein). Seit 1939 erscheint auch eine Schriftenreihe mit dem Titel Collection Latomus, in der bisher 365 (Stand 2021) Monographien und Sammelbände veröffentlicht worden sind.
Die Zeitschrift hat ihren Verwaltungssitz an der Université libre de Bruxelles. Herausgeber und Direktor war von 1990 bis 2012 Carl Deroux, von Februar 2012 bis 2017 wurde dieses Amt von David Engels ausgeübt. Der aktuelle Leiter ist Philippe Desy.